# Semiothisa ponderosa
Semiothisa ponderosa là một loài bướm đêm trong họ Geometridae.